# LE-142
La carretera provincial LE-142 es una vía de la "Red complementaria preferente de Castilla y León" de titularidad autonómica, que discurre por la provincia de León y une las ciudades de Astorga y Ponferrada atravesando los Montes Aquilianos. Constituye la alternativa sur a la autovía del Noroeste (A-6) entre las comarcas de El Bierzo y la Maragatería.

## Recorrido
Parte de Astorga en dirección noroeste, pasa por Castrillo de los Polvazares, Rabanal del Camino, Foncebadón, Cruz de Hierro (León), Manjarín, Acebo, Riego de Ambrós, Molinaseca y llega finalmente a Ponferrada.